# 1581
| 1581               |
| ------------------ |
| Dødsfald - Fødsler |
|                    |

| Gregoriansk kalender | 1581 MDLXXXI            |
| Ab urbe condita      | 2334                    |
| Armensk kalender     | 1030 ԹՎ ՌԼ              |
| Kinesiske kalender   | 4277 – 4278 庚辰 – 辛巳 |
| Etiopisk kalender    | 1573 – 1574             |
| Jødisk kalender      | 5341 – 5342             |
| Hindukalendere       |                         |
| - Vikram Samvat      | 1636 – 1637             |
| - Shaka Samvat       | 1503 – 1504             |
| - Kali Yuga          | 4682 – 4683             |
| Iransk kalender      | 959 – 960               |
| Islamisk kalender    | 989 – 990               |

Konge i Danmark: Frederik 2. 1559-1588
Se også 1581 (tal)

## Begivenheder
- 4. april - Francis Drake adles af dronning Elizabeth efter at Drake året forinden har fuldendt sin jordomsejling.
- 26. juli - De Forenede Nederlande dannes og erklærer deres uafhængihed af den spanske konge.

## Dødsfald
- 11. juli – Peder Skram, dansk Rigsråd og admiral; "Danmarks vovehals". (født ca. 1503).